# Episodi di Metropolitan Police (sesta stagione)
La sesta stagione della serie televisiva Metropolitan Police è stata trasmessa in anteprima nel Regno Unito dalla Independent Television tra il 2 gennaio 1990 e il 27 dicembre 1990.
| nº  | Titolo originale                   | Titolo italiano | Prima TV UK       | Prima TV Italia |
| --- | ---------------------------------- | --------------- | ----------------- | --------------- |
| 1   | By the Skin of Our Teeth           |                 | 2 gennaio 1990    |                 |
| 2   | Officers and Gentlemen             |                 | 4 gennaio 1990    |                 |
| 3   | Carry Your Bags, Sir?              |                 | 9 gennaio 1990    |                 |
| 4   | I Thought You'd Gone               |                 | 11 gennaio 1990   |                 |
| 5   | C.A.D.                             |                 | 16 gennaio 1990   |                 |
| 6   | A Day Lost                         |                 | 18 gennaio 1990   |                 |
| 7   | A Clean Division                   |                 | 23 gennaio 1990   |                 |
| 8   | Roger and Out                      |                 | 25 gennaio 1990   |                 |
| 9   | Addresses                          |                 | 30 gennaio 1990   |                 |
| 10  | Michael Runs the Family Now        |                 | 1º febbraio 1990  |                 |
| 11  | Against the Odds                   |                 | 6 febbraio 1990   |                 |
| 12  | Bloodsucker                        |                 | 8 febbraio 1990   |                 |
| 13  | Workers in Uniform                 |                 | 13 febbraio 1990  |                 |
| 14  | Something to Hide                  |                 | 15 febbraio 1990  |                 |
| 15  | The Old Men's Run                  |                 | 20 febbraio 1990  |                 |
| 16  | Legacies                           |                 | 22 febbraio 1990  |                 |
| 17  | Yesterday, Today, Tomorrow         |                 | 27 febbraio 1990  |                 |
| 18  | Something Special                  |                 | 1º marzo 1990     |                 |
| 19  | Enemies                            |                 | 6 marzo 1990      |                 |
| 20  | Safe Place                         |                 | 8 marzo 1990      |                 |
| 21  | Burnside Knew My Father            |                 | 13 marzo 1990     |                 |
| 22  | Watching                           |                 | 15 marzo 1990     |                 |
| 23  | University Challenge               |                 | 20 marzo 1990     |                 |
| 24  | Growing Pains                      |                 | 22 marzo 1990     |                 |
| 25  | One of the Boys                    |                 | 27 marzo 1990     |                 |
| 26  | Beggars and Choosers               |                 | 29 marzo 1990     |                 |
| 27  | Citadel                            |                 | 3 aprile 1990     |                 |
| 28  | Blue Eyed Boy                      |                 | 5 aprile 1990     |                 |
| 29  | Full House                         |                 | 10 aprile 1990    |                 |
| 30  | Big Fish, Little Fish              |                 | 12 aprile 1990    |                 |
| 31  | Information Received               |                 | 17 aprile 1990    |                 |
| 32  | Close Co-Operation                 |                 | 19 aprile 1990    |                 |
| 33  | Middleman                          |                 | 24 aprile 1990    |                 |
| 34  | Corkscrew                          |                 | 26 aprile 1990    |                 |
| 35  | Obsessions                         |                 | 1º maggio 1990    |                 |
| 36  | Small Hours                        |                 | 3 maggio 1990     |                 |
| 37  | Victims                            |                 | 8 maggio 1990     |                 |
| 38  | Somebody's Husband                 |                 | 10 maggio 1990    |                 |
| 39  | Canley Fields                      |                 | 15 maggio 1990    |                 |
| 40  | The Night Watch                    |                 | 17 maggio 1990    |                 |
| 41  | Trojan Horse                       |                 | 22 maggio 1990    |                 |
| 42  | Rites                              |                 | 24 maggio 1990    |                 |
| 43  | Answers                            |                 | 29 maggio 1990    |                 |
| 44  | A Fresh Start                      |                 | 31 maggio 1990    |                 |
| 45  | A Case to Answer                   |                 | 5 giugno 1990     |                 |
| 46  | Line Up                            |                 | 7 giugno 1990     |                 |
| 47  | Police Powers                      |                 | 12 giugno 1990    |                 |
| 48  | Action Book                        |                 | 14 giugno 1990    |                 |
| 49  | Tactics                            |                 | 19 giugno 1990    |                 |
| 50  | Scores                             |                 | 21 giugno 1990    |                 |
| 51  | Witch Hunt                         |                 | 26 giugno 1990    |                 |
| 52  | Close to Home                      |                 | 28 giugno 1990    |                 |
| 53  | Breaking Point                     |                 | 3 luglio 1990     |                 |
| 54  | Jumping the Gun                    |                 | 5 luglio 1990     |                 |
| 55  | What Kind of Man?                  |                 | 10 luglio 1990    |                 |
| 56  | Beat Crime                         |                 | 12 luglio 1990    |                 |
| 57  | Unsocial Hours                     |                 | 17 luglio 1990    |                 |
| 58  | Interpretations                    |                 | 19 luglio 1990    |                 |
| 59  | Angles                             |                 | 24 luglio 1990    |                 |
| 60  | Watch My Lips                      |                 | 26 luglio 1990    |                 |
| 61  | Feeling Brave                      |                 | 31 luglio 1990    |                 |
| 62  | Come Fly with Me                   |                 | 2 agosto 1990     |                 |
| 63  | Attitudes                          |                 | 7 agosto 1990     |                 |
| 64  | Robbo                              |                 | 9 agosto 1990     |                 |
| 65  | Ground Rules                       |                 | 14 agosto 1990    |                 |
| 66  | Once a Copper                      |                 | 16 agosto 1990    |                 |
| 67  | Vendetta                           |                 | 21 agosto 1990    |                 |
| 68  | My Favourite Things                |                 | 23 agosto 1990    |                 |
| 69  | Win Some Lose Some                 |                 | 28 agosto 1990    |                 |
| 70  | Up the Steps                       |                 | 30 agosto 1990    |                 |
| 71  | Where There's a Will               |                 | 4 settembre 1990  |                 |
| 72  | Near the Knuckle                   |                 | 6 settembre 1990  |                 |
| 73  | Body Language                      |                 | 11 settembre 1990 |                 |
| 74  | When Did You Last See Your Father? |                 | 13 settembre 1990 |                 |
| 75  | Eye-Witness                        |                 | 18 settembre 1990 |                 |
| 76  | Sufficient Evidence                |                 | 20 settembre 1990 |                 |
| 77  | Forget-Me-Not                      |                 | 25 settembre 1990 |                 |
| 78  | Something to Remember              |                 | 27 settembre 1990 |                 |
| 79  | Off the Leash                      |                 | 2 ottobre 1990    |                 |
| 80  | Family Ties                        |                 | 4 ottobre 1990    |                 |
| 81  | Old Friends                        |                 | 9 ottobre 1990    |                 |
| 82  | Pride and Prejudice                |                 | 11 ottobre 1990   |                 |
| 83  | Housey Housey                      |                 | 16 ottobre 1990   |                 |
| 84  | Connelly's Kids                    |                 | 18 ottobre 1990   |                 |
| 85  | One of Those Days                  |                 | 23 ottobre 1990   |                 |
| 86  | Jack-The-Lad                       |                 | 25 ottobre 1990   |                 |
| 87  | Blue Murder                        |                 | 30 ottobre 1990   |                 |
| 88  | Effective Persuaders               |                 | 1º novembre 1990  |                 |
| 89  | A Sense of Duty                    |                 | 6 novembre 1990   |                 |
| 90  | Lying in Wait                      |                 | 8 novembre 1990   |                 |
| 91  | Plato for Policemen                |                 | 13 novembre 1990  |                 |
| 92  | Testimony                          |                 | 15 novembre 1990  |                 |
| 93  | Decisions                          |                 | 20 novembre 1990  |                 |
| 94  | Know Your Enemy                    |                 | 22 novembre 1990  |                 |
| 95  | Lies                               |                 | 27 novembre 1990  |                 |
| 96  | Old Wounds                         |                 | 29 novembre 1990  |                 |
| 97  | Just for a Moment                  |                 | 4 dicembre 1990   |                 |
| 98  | Market Forces                      |                 | 6 dicembre 1990   |                 |
| 99  | One for the Road                   |                 | 11 dicembre 1990  |                 |
| 100 | Start with the Whistle             |                 | 13 dicembre 1990  |                 |
| 101 | Out of the Blue                    |                 | 18 dicembre 1990  |                 |
| 102 | Street Smart                       |                 | 20 dicembre 1990  |                 |
| 103 | Safe as Houses                     |                 | 26 dicembre 1990  |                 |
| 104 | Friends and Neighbours             |                 | 27 dicembre 1990  |                 |